# 日本ビアジャーナリスト協会
一般社団法人日本ビアジャーナリスト協会（にほんビアジャーナリストきょうかい、英称：JAPAN BEER JOURNALISTS ASSOCIATION、略称: JBJA）は、ビールの醸造者と消費者との間に立ち知識を伝えるビアジャーナリストの確立を目指し設立された団体である。

## 概要
国内外の醸造者やビールを提供する店舗などからビールやイベントに関する情報を収集し、メディアやブログ、メルマガになどによって消費者に発信する活動を行っている。
1995年（平成7年）の発泡酒・地ビール解禁以降、日本国内で様々なビールが作られるようになったこと、SNS等のメディアの発達により、情報発信の手段が格段に増えたことが設立の契機となった。付属機関として、ビアジャーナリスト育成講座ビアジャーナリストアカデミーを運営する。

## 沿革
- 2010年7月 - 設立。
- 2012年9月 - ビアジャーナリストアカデミー第1期　開講。
- 2013年1月 - ビアジャーナリストアカデミー第2期　開講。
- 2013年5月 - ビアジャーナリストアカデミー第3期　開講。
- 2013年7月17日 - JBJAフェイスブックページ開設１周年記念イベント「日本のクラフトビールは世界で通用するのか？」を日本外国特派員協会（FCCJ）において開催。
- 2013年11月 - ビアジャーナリストアカデミー第4期　開講。
- 2014年11月24日 - JBJAフェイスブックページ開設2周年記念イベント「世界に伝えたい日本のクラフトビール」〜日本のクラフトビールはグローバルスタンダードになりえるのか？〜を日本外国特派員協会（FCCJ）において開催。
- 2015年1月 - ビアジャーナリストアカデミー第5期　開講。
- 2015年4月2日-日本外国特派員協会（FCCJ）が主催するイベント「世界に伝えたい日本のクラフトビール」を後援。

## 所属ビアジャーナリスト
イラストレーターで「ビール伝道師」でもある藤原ヒロユキが代表を務め、副代表は著述家の石黒謙吾らが務めている。